# Bilušića buk
Bilušića buk prvi je od sedam vodopada rijeke Krke.
Nalazi se 16 km od izvora. Vodopad je visok 22,4 m, dug 300 m, a širok oko 100 m. Slap je bogat sedrenim oblicima (brade i polušpilje). Najznačajniji je Sedrena špilja koja je duga 124 metra. Na području vodopada nalaze se i vodenice.